# Sounds of Life
Sounds of Life (この音とまれ!, Kono oto tomare!) est un shōnen manga d'Amu, prépublié dans le magazine Jump Square depuis août 2012 et publié par l'éditeur Shūeisha en volumes reliés à partir de novembre 2012. La version française est éditée par Akata à partir de janvier 2023.
Le manga est adapté sous la forme d'une série d'animation japonaise de 26 épisodes produite par Platinum Vision et diffusée entre avril et décembre 2012.

## Synopsis
Takezo Kurata est en seconde année au lycée Tokise dans la préfecture de Kanagawa. Il est le seul membre restant du club de koto après le départ des anciens élèves, tous diplômés. Alors qu'il tente de recruter d'autres membres, Chika Kudo fait une demande d'inscription. Cependant, ce dernier est connu pour être un délinquant qui aurait détruit la boutique de son propre grand-père.

## Personnages
Chika Kudo (久遠 愛)
Voix japonaise : Yūki Ono (vomic), Yuma Uchida (en) (anime)
Takezo Kurata (倉田 武蔵)
Voix japonaise : Ryōta Ōsaka (en) (vomic), Jun'ya Enoki (anime)
Satowa Hozuki (鳳月 さとわ)
Voix japonaise : Atsumi Tanezaki
Hiro Kurusu (来栖 妃呂)
Voix japonaise : Sara Matsumoto (en)
Tetsuki Takaoka (高岡 哲生)
Voix japonaise : Yoshimasa Hosoya (en),
Mio Kanzaki (神崎 澪)
Voix japonaise : Shōta Aoi
Saneyasu Adachi (足立 実康)
Voix japonaise : Haruki Ishiya (en)
Michitaka Sakai (堺 通孝)
Voix japonaise : Makoto Furukawa
Kota Mizuhara (水原 光太)
Voix japonaise : Yūichi Iguchi (en)
Suzuka Takinami (滝浪 涼香)
Voix japonaise : Daisuke Namikawa
Gen Kudo (久遠源)
Voix japonaise : Tetsuo Kanao (en)
Takeru Kurata (倉田武流)
Voix japonaise : Natsuki Hanae
Mashiro (真白)
Voix japonaise : Ayaka Asai (en)
Isaki Kudo (久遠 衣咲)
Voix japonaise : Nana Mizuki
Shizune Nishina (仁科 静音, Nishina Shizune)
Voix japonaise : Masako Isobe
Kazusa Ōtori (凰かずさ)
Voix japonaise : Ayane Sakura
Fumi Hanamura (花村 史)
Voix japonaise : Chika Anzai
Ōsuke Kiryū (桐生桜介)
Voix japonaise : Junta Terashima (en)
Sentarō Miya (宮 千太朗)
Voix japonaise : Sōichirō Hoshi
Haru Kasugai (春日井 晴)
Voix japonaise : Yoshitaka Yamaya (en)
Akira Dōjima (堂島 晶)
Voix japonaise : Nao Tōyama
Uta Suzumori (鈴森 詩)
Asano Izumi (泉 朝乃)

## Manga
Sounds of Life est scénarisé et dessiné par Amu. La série est prépubliée dans le magazine Jump Square de Shūeisha depuis août 2012 et publié par cet éditeur en volumes reliés sortis à partir de novembre 2012.
La version française est éditée par Akata dans sa collection Medium avec un premier volume sorti le 5 janvier 2023.

### Liste des volumes
| no | Japonais          | Japonais          | Français          | Français          |
| no | Date de sortie    | ISBN              | Date de sortie    | ISBN              |
| --- | ----------------- | ----------------- | ----------------- | ----------------- |
| 1 | 2 novembre 2012   | 978-4-08-870545-3 | 5 janvier 2023    | 978-2-382-12469-7 |
| En France, le premier volume est réédité dans le cadre de la sélection des 48H BD (ISBN 9782385314613),.Liste des chapitres : - Chapitre 1 : Le nouveau membre (新入部員, Shinnyuu Buin) - Chapitre 2 : Mériter le koto (資格の在処, Shikaku no Arika) - Chapitre 3 : La motivation des nouvelles recrues (僕らの入部動機, Bokura no Nyuubu Douki)                                             |                   |                   |                   |                   |
| 2 | 4 mars 2013       | 978-4-08-870639-9 | 5 janvier 2023    | 978-2-382-12470-3 |
| Liste des chapitres : - Chapitre 4 : Les débuts du nouveau club de koto (新生箏曲部始動, Shinsei Soukyoku-bu Shidou) - Chapitre 5 : Reconnaître ses limites (出来ないこと, Dekinai Koto) - Chapitre 6 : Premiers sons (初めての響き, Hajimete no Hibiki) - Chapitre 7 : Les sentiments de chacun (それぞれの想い, Sorezore no Omoi)                                                            |                   |                   |                   |                   |
| 3 | 4 juillet 2013    | 978-4-08-870775-4 | 16 février 2023   | 978-2-382-12477-2 |
| Liste des chapitres : - Chapitre 8 : Que notre musique vous touche (響き届け 僕らの音, Hibiki Todoke Bokura no Oto) - Chapitre 9 : Où va le son (音の行方, Oto no Yukue) - Chapitre 10 : Une frontière invisible (見えない境界線, Mienai Kyōkai-sen) - Chapitre 11 : Sonorités inconnues (知られざる音の葉, Shirarezaru Oto no Ha)                                                             |                   |                   |                   |                   |
| 4 | 1er novembre 2023 | 978-4-08-870845-4 | 9 mars 2023       | 978-2-382-12489-5 |
| Liste des chapitres : - Chapitre 12 : La véritable raison (本当の理由, Hontou no Riyuu) - Chapitre 13 : À partir d'ici (ここから, Koko kara) - Chapitre 14 : Orientation (みちしるべ, Michishirube) - Chapitre 15 : Vent contraire (向かい風, Mukai Kaze) |                   |                   |                   |                   |
| 5 | 4 avril 2014      | 978-4-08-880034-9 | 6 avril 2023      | 978-2-382-12500-7 |
| Liste des chapitres : - Chapitre 16 : Des mots qui blessent (突き刺さる言の音, Tsukisasaru Koto no Ne) - Chapitre 17 : Réponse (答え, Kotae) - Chapitre 18 : Step (ステップ, Suteppu) - Chapitre 19 : Si proche, si loin (近くて遠い距離, Chikakute Tooi Kyori) |                   |                   |                   |                   |
| 6 | 4 juillet 2014    | 978-4-08-880142-1 | 11 mai 2023       | 978-2-382-12617-2 |
| Liste des chapitres : - Chapitre 20 : À vos côtés (となり, Tonari) - Chapitre 21 : Le son auquel j'aspire (探してた音, Sagashiteta Oto) - Chapitre 22 : Le festival de musique ouvre ses portes (関東邦楽祭開幕, Kantou Hougaku-sai Kaimuku) - Chapitre 23 : Ôsuke Kiryû (桐生桜介, Kiryuu Ousuke)                                                                                             |                   |                   |                   |                   |
| 7 | 4 novembre 2014   | 978-4-08-880142-1 | 13 juillet 2023   | 978-2-382-12621-9 |
| Liste des chapitres : - Chapitre 24 : Rivalité (ライバル, Raibaru) - Chapitre 25 : Décision (決断, Ketsudan) - Chapitre 26 : Kuon (久遠, Kuon) - Chapitre 27 : Si la lumière avait un son (光の音, Hikari no Oto) |                   |                   |                   |                   |
| 8 | 4 mars 2015       | 978-4-08-880320-3 | 14 septembre 2023 | 978-2-382-12694-3 |
| Liste des chapitres : - Chapitre 28 : Un pas en avant (一歩前へ, Ippo Mae e) - Chapitre 29 : Prise de conscience (きづき, Kizuki) - Chapitre 30 : Inébranlable (ゆるぎないもの, Yuruginai mono) - Chapitre 31 : Un moment à deux (二人の時間, Futari no Jikan) |                   |                   |                   |                   |
| 9 | 30 juillet 2015   | 978-4-08-880431-6 | 16 novembre 2024  | 978-2-382-12750-6 |
| Liste des chapitres : - Chapitre 32 : La vérité derrière le son (音の真実, Oto no Shinjitsu) - Chapitre 33 : Retrouvailles (再会, Saikai) - Chapitre 34 : L'ombre (陰, Kage) - Chapitre 35 : Résolutions (それぞれの決意, Sorezore no Ketsui) |                   |                   |                   |                   |
| 10 | 4 novembre 2015   | 978-4-08-880508-5 | 18 janvier 2024   | 978-2-385-31252-7 |
| Liste des chapitres : - Chapitre 36 : Pas une seule fois (ただの一度も, Tada no Ichido mo) - Chapitre 37 : Akira Dôjima (堂島晶, Doujima Akira) - Chapitre 38 : Face à face (対峙, Taiji) - Chapitre 39 : La force de la jeunesse (青春力, Seishun-ryoku) |                   |                   |                   |                   |
| 11 | 4 mars 2016       | 978-4-08-880636-5 | 14 mars 2024      | 978-2-385-31253-4 |
| Liste des chapitres : - Chapitre 40 : Une fois encore (もう一度, Mou ichido) - Chapitre 41 : Sens et rôle (意味と役割, Imi to Yakuwari) - Chapitre 42 : Un jour (いつか, Itsuka) - Chapitre 43 : Le matin du grand jour (決戦の朝, Kessen no Asa) |                   |                   |                   |                   |
| 12 | 4 juillet 2016    | 978-4-08-880730-0 | 16 mai 2024       | 978-2-385-31254-1 |
| Liste des chapitres : - Chapitre 44 : Place aux éliminatoires du concours national ! (全国予選開幕！, Zenkoku Yosen Kaimaku!) - Chapitre 45 : Une détermination souveraine (王者の覚悟, Ōja no Kakugo) - Chapitre 46 : Mittsu no paraphrase (三つのパラフレーズ, Mittsu no Parafurēzu) - Chapitre 47 : L'adolescence n'est pas une partie de plaisir (青春は微笑まない, Seishun wa Hohoemanai) |                   |                   |                   |                   |
| 13 | 3 novembre 2016   | 978-4-08-880813-0 | 4 juillet 2024    | 978-2-385-31255-8 |
| Liste des chapitres : - Chapitre 48 : Le son des mathématiques (数学のおと, Suugaku no Oto) - Chapitre 49 : Au-delà de la perfection (正解のその先, Seikai no Sono Saki) - Chapitre 50 : Le son de Satowa (さとわの音, Satowa no Oto) - Chapitre 51 : L'essence de la musique (音楽の本質, Ongaku no Honshitsu)                                                                                |                   |                   |                   |                   |
| 14 | 3 mars 2017       | 978-4-08-881029-4 | 19 septembre 2024 | 978-2-385-31256-5 |
| Liste des chapitres : - Chapitre 52 : Tenkyu (天泣, Tenkyu) - Chapitre 53 : 1/14 - Chapitre 54 : Ligne de départ (スタートライン, Sutāto Rain) - Chapitre 55 : Une chaleur familière (懐かしい温度, Natsukashī Ondo) |                   |                   |                   |                   |
| 15 | 4 juillet 2017    | 978-4-08-881126-0 | 28 novembre 2024  | 978-2-385-31257-2 |
| Liste des chapitres : - Chapitre 56 : Je me sens bien avec toi (青い糸, Aoi Ito) - Chapitre 57 : White Christmas (ホワイトクリスマスイブ, Howaito Kurisumasu Ibu) - Chapitre 58 : New Year - Chapitre 59 : Présent |                   |                   |                   |                   |
| 16 | 4 décembre 2017   | 978-4-08-881168-0 | 13 février 2025   | 978-2-385-69082-3 |
| Liste des chapitres : - Chapitre 60 : Un vent nouveau (新しい風, Atarashī Kaze) - Chapitre 61 : Leur force à tous les deux (二人の実力, Futari no Jitsuryoku) - Chapitre 62 : Nouveaux membres (後輩, Kōhai) - Chapitre 63 : Anciens membres (先輩, Senpai) |                   |                   |                   |                   |
| 17 | 4 avril 2018      | 978-4-08-881389-9 | 10 avril 2025     | 978-2-385-69083-0 |
| Liste des chapitres : - Chapitre 64 : Symphony Blue (シンフォニーブルー, Shinfonī Burū) - Chapitre 65 : Le Rokudan en chacun (それぞれの六ろく段だん, Sorezore no Rokudan) - Chapitre 66 : Fill In - Chapitre 67 : Sincérité soufflée à l'oreille (耳もとの本音, Mimi Moto no Hon'ne) |                   |                   |                   |                   |
| 18 | 3 août 2018       | 978-4-08-881475-9 | 3 juillet 2025    | 978-2-385-69084-7 |
| Liste des chapitres : - Chapitre 68 : オトコゴコロ (Otokogokoro) - Chapitre 69 : 一凛花 (Ichirinka) - Chapitre 70 : I |                   |                   |                   |                   |
| 19 | 4 décembre 2018   | 978-4-08-881389-9 |                   |                   |
| Liste des chapitres : - Chapitre 71 : 合宿の幕開け (Gasshuku no Makuake)- - Chapitre 72 : 停滞前線 (Teitai Zensen) - Chapitre 73 : グリーンフラッシュ (Gurīn Furasshu) - Chapitre 74 : やだ (Yada) |                   |                   |                   |                   |
| 20 | 4 avril 2019      | 978-4-08-881810-8 |                   |                   |
| Liste des chapitres : - Chapitre 75 : 一英高等学校 (Ichiei Kōtō Gakkō) - Chapitre 76 : restart - Chapitre 77 : イントロダクション (Intorodakushon) |                   |                   |                   |                   |
| 21 | 4 octobre 2019    | 978-4-08-881810-8 |                   |                   |
| Liste des chapitres : - Chapitre 78 : 分かれ道(前編) (Wakaremichi (Zenpen)) - Chapitre 79 : 分かれ道(後編) (Wakaremichi (Kōhen)) - Chapitre 80 : ひとりと独り (Hitori to Hitori) - Chapitre 81 : もう一つの選択肢 (Mōhitotsu no sentakushi) - Chapitre 82 : ブルーモーメント (Burū Mōmento) - Chapitre 83 : 大事にしてたこと (Daijinishiteta Koto)                                             |                   |                   |                   |                   |
| 22 | 3 avril 2020      | 978-4-08-882263-1 |                   |                   |
| Liste des chapitres : - Chapitre 84 : 雨のち笑み (Ame Nochi Emi) - Chapitre 85 : 眠れる獅子 (Nemureru Shishi) - Chapitre 86 : 新たなる道 (Aratanaru Michi) - Chapitre 87 : 音なき稲妻 (Otonaki Inazuma) - Chapitre 88 : 時瀬の音 (Tokise no Oto) - Chapitre 89 : 等身大ノート (Tōshindai Nōto)                                                                                                 |                   |                   |                   |                   |
| 23 | 2 octobre 2020    | 978-4-08-882444-4 |                   |                   |
| Liste des chapitres : - Chapitre 90 : 揺れる、青 (Yureru, Ao) - Chapitre 91 : 約束 (Yakusoku) - Chapitre 92 : 朝和ぎに、光 (Asanagini, Hikari) - Chapitre 93 : 気がかりな子 (Kigakari na Ko) - Chapitre 94 : 変わりゆく (Kawari Yuku) - Chapitre 95 : ディミニッシュコード (Diminisshu Kōdo)                                                                                                   |                   |                   |                   |                   |
| 24 | 2 avril 2021      | 978-4-08-882602-8 |                   |                   |
| Liste des chapitres : - Chapitre 96 : めざめ (Mezame) - Chapitre 97 : いいっすよ (Īssu yo) - Chapitre 98 : 7pm in July - Chapitre 99 : 滲む、黒 (Nijumu, Kuro) - Chapitre 100 : ラブレター (Rabu retā) |                   |                   |                   |                   |
| 25 | 4 octobre 2021    | 978-4-08-882772-8 |                   |                   |
| Liste des chapitres : - Chapitre 101 : 離さない、放さない (Hanasanai, hanasanai) - Chapitre 102 : 先輩と先輩 (Senpai to Senpai) - Chapitre 103 : 泥だらけの純真 (Doradarake no junshin) - Chapitre 104 : 誓い (Chikai) - Chapitre 105 : 愛 (Chika) |                   |                   |                   |                   |
| 26 | 4 mars 2022       | 978-4-08-883055-1 |                   |                   |
| Liste des chapitres : - Chapitre 106 : 愛 (Ai) - Chapitre 107 : 月と太陽 (Tsuki to taiyō) - Chapitre 108 : I - Chapitre 109 : 夜明けの言葉 (Yoake no Kotoba) - Chapitre 110 : 和 (Ai) |                   |                   |                   |                   |
| 27 | 2 septembre 2022  | 978-4-08-883232-6 |                   |                   |
| Liste des chapitres : - Chapitre 111 : 残月 (Zangetsu) - Chapitre 112 : 決戦の地へ (Kessen no chi e) - Chapitre 113 : キズアト (Kizuato) - Chapitre 114 : 大丈夫の理由 ("daijōbu" no riyū) - Chapitre 115 : 開幕 (Kaimaku) |                   |                   |                   |                   |
| 28 | 3 février 2023    | 978-4-08-883377-4 |                   |                   |
| Liste des chapitres : - Chapitre 116 : 明陵の選択 (Meiryou no sentaku) - Chapitre 117 : 完璧の条件 (kanpeki no jōken) - Chapitre 118 : カプリッチオ (Kapuritchio) - Chapitre 119 : 遠回りの先に (Tōmawari no saki ni) - Chapitre 120 : 兄貴 (Aniki) |                   |                   |                   |                   |
| 29 | 4 août 2023       | 978-4-08-883574-7 |                   |                   |
| Liste des chapitres : - Chapitre 121 : 小早川明里 (Kobayakawa Akari) - Chapitre 122 : 真夏の試練 (Manatsu no shiren) - Chapitre 123 : 証 (Akashi) - Chapitre 124 : 無知に飴 (Muchi ni ame) - Chapitre 125 : 智華のうた (Chibana no uta) |                   |                   |                   |                   |
| 30 | 2 février 2024    | 978-4-08-883832-8 |                   |                   |
| Liste des chapitres : - Chapitre 126 : 先生 (Sensei) - Chapitre 127 : Dear - Chapitre 128 : 鈍色の足音 (Nibiiro no ashioto) - Chapitre 129 : 進化の代償 (Shinka no daishō) |                   |                   |                   |                   |
| 31 | 2 août 2024       | 978-4-08-884088-8 |                   |                   |
| Liste des chapitres : - Chapitre 130 : 早乙女女美蘭 (Saotome Miran) - Chapitre 131 : My Story - Chapitre 132 : わたしたちの、はなし (Watashi tachi no, wa nashi) - Chapitre 133 : 獅子たちのめざめ (Shishi tachi no mezame) - Chapitre 134 : 戯 (Ajara) - Chapitre 135 : セレストブルー (Seresuto burū)                                                                                        |                   |                   |                   |                   |
| 32 | 4 mars 2024       | 978-4-08-884332-2 |                   |                   |
| Liste des chapitres : - Chapitre 136 : 告白 (Kokuhaku) - Chapitre 137 : ラストピース (Rasuto pīsu) - Chapitre 138 : 時瀬高校箏曲部 (Tokise Kōkō Sōkyoku-bu) - Chapitre 139 : I- - Chapitre 140 : -和 (Ai) |                   |                   |                   |                   |

## Série d'animation

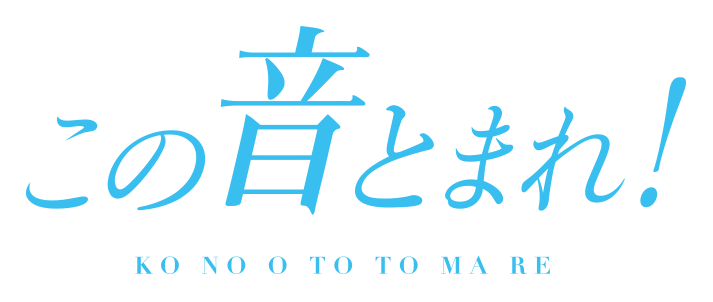
Logo original de la série d'animation.

Une adaptation en série d'animation est diffusée en deux parties, entre le 6 avril et le 29 juin 2019 puis entre le 5 octobre et le 28 décembre 2019 sur Tokyo MX, BS11, AT-X, GYT, WOWOW et HTB,,. La série est animée par Platinum Vision et réalisée par Ryōma Mizuno, avec Ayumu Hisao à la composition de série et Junko Yamanaka au chracter design. Shōta Aoi interprète le générique d'ouverture, Tone, tandis que Yuma Uchida (en) interprète le générique de fin, Speechless. Aoi interprète également le second générique d'ouverture de la série, Harmony, tandis qu'Uchida interprète également le second générique de fin de la série, Rainbow,. Funimation fait l'acquisition de la licence pour une diffusion avec doublage en simulcast.

### Liste des épisodes
| No | Titre en français              | Titre original                                | Date de 1re diffusion |
| -- | ------------------------------ | --------------------------------------------- | --------------------- |
| 1  | Un nouveau membre pour le club | 新入部員 Shinnyū buin                         | 6 avril 2019          |
| 2  | Mériter le koto                | 資格の在処 Shikaku no Arika                   | 13 avril 2019         |
| 3  | La renaissance du club de koto | 新生箏曲部始動 Shinsei sōkyokubu shidō        | 20 avril 2019         |
| 4  | Premiers sons                  | 初めての響き Hajimete no Hibiki               | 27 avril 2019         |
| 5  | Que notre musique les touche   | 響き届け 僕らの音 Hibiki todoke Bokura no Oto | 4 mai 2019            |
| 6  | Une frontière invisible        | 見えない境界線 Mienai kyōkaisen               | 11 mai 2019           |
| 7  | Notes inconnues                | 知られざる音の葉 Shirarezaru oto no Ha        | 8 mai 2019            |
| 8  | Signe                          | みちしるべ Michishirube                       | 25 mai 2019           |
| 9  | Des mots qui blessent          | 突き刺さる言の音 Tsukisasaru gen no Oto       | 1er juin 2019         |
| 10 | Si proche, si loin             | 近くて遠い距離 Chikakute tōi kyori            | 8 juin 2019           |
| 11 | Les Notes convoitées           | 探してた音 Sagashiteta oto                    | 15 juin 2019          |
| 12 | Rivalité                       | ライバル Raibaru                              | 22 juin 2019          |
| 13 | Kuon                           | 久遠 Kuon                                     | 29 juin 2019          |
| 14 | Un pas en avant                | 一歩前へ Ippo mae e                           | 5 octobre 2019        |
| 15 | Éveil                          | きづき Kizuki                                 | 12 octobre 2019       |
| 16 | Un moment à deux               | 二人の時間 Futari no Jikan                    | 19 octobre 2019       |
| 17 | Retrouvailles                  | 再会 Saikai                                   | 26 octobre 2019       |
| 18 | Décisions                      | それぞれの決意 Sorezore no Ketsui             | 2 novembre 2019       |
| 19 | Face à face                    | 対峙 Taiji                                    | 9 novembre 2019       |
| 20 | Encore une fois                | もう一度 Mōichido                             | 16 novembre 2019      |
| 21 | Sens et rôle                   | 意味と役割 Imi to yakuwari                    | 23 novembre 2019      |
| 22 | Le Matin du grand jour         | 決戦の朝 Kessen no Asa                        | 30 novembre 2019      |
| 23 | Un souverain déterminé         | 王者の覚悟 Oja no Kakugo                      | 7 décembre 2019       |
| 24 | Pas de traduction officielle   | 正解のその先 Seikai no Sonosaki               | 14 décembre 2019      |
| 25 | Tenkyū                         | 天泣 Tenkyū                                   | 21 décembre 2019      |
| 26 | La ligne de départ             | スタートライン Sutātorain                     | 28 décembre 2019      |

## Adaptation théâtrale
En 2019, une adaptation théâtrale est jouée entre le 17 et le 25 août à Tokyo, entre le 7 et le 8 septembre à Fukuoka et entre le 14 et le 15 septembre à Osaka. Takuma Zaiki joue le rôle de Kudo, Kazuki Furuta celui de Kurata, Hinako Tanaka celui de Satowa, Kouhei Shiota (en) celui de Adachi, Kotori Kojima celui de Sakai et Tatsuki Jōnin celui de Mizuhara.